# Christian Dietrich Grabbe
Christian Dietrich Grabbe, född 11 december 1801 i Detmold, död där 12 september 1836, var en tysk dramatiker från Vormärzperioden.

## Liv
Grabbe, som var son till en tukthusväktare, läste juridik i Leipzig och Berlin, men sysslade mest med teaterstudier och dramatiskt författarskap. 1823 nödgades han återvända till födelsestaden Detmold, där han började praktisera som jurist. 1827 blev han auditör vid den lippeska armén. Denna hans enda yttre framgång höjde för någon tid hans självkänsla och alstringskraft, vilka sjunkit under trycket av missräkningar och genom det bohemliv han fört. Så småningom stegrades hans misantropi, han vanskötte sin tjänst och måste ta avsked. 

## Litterära arbeten
Grabbes första tryckta arbete är Dramatische Dichtungen (1827). Detta innehöll sorgespelet Herzog Theodor von Gothland, vilt, barockt och cyniskt, med plumphet och patos om vartannat; brottstycket Marius und Sulla om de romerska fältherrarna Marius och Sulla; ett litet tragiskt stycke Nannette und Marie; det ironiska lustspelet med den mycket udda titeln Skämt, satir, ironi och djupare mening samt en avhandling om Shakespeare kallad Über die Shakspearo-Manie. Tragedien Don Juan und Faust om Don Juan och Faust (1829) och Hohenstaufendramerna Kejsar Fredrik Barbarossa (1829) och Kaiser Heinrich VI (1830) samt Napoleon oder die hundert Tage (1831) visar Grabbes höjdpunkt. Dramat om Askungen, Aschenbrödel (1835), sorgespelet Hannibal (1835) och den postumt utgivna Die Hermannschlacht (1838), om Slaget vid Teutoburgerskogen, betecknar avmattningen.

### Omdömen
Omdömena om Grabbes diktning går isär. Många ser honom som jämbördig med Kleist och Hebbel, medan andra betraktar honom som misslyckad, en "vanmaktens titan". Hans brist på självbehärskning och jämvikt, hans dryckenskap och hans måttlöshet hindrade utvecklingen av hans gåvor: kraftig, originell fantasi, stor makt över språket och skarp historisk blick. Trots den ständiga bristen på konsekvens och konstnärlig harmoni, den aldrig för scenen beräknade formen med sina oupphörliga scenskiften, sin personmängd (i Napoleondramat 130 personer utom "folk") och sina tillfälliga episoder gör Grabbes dramer ett väldigt intryck genom karaktärsskildringens mäktighet, den i stor stil givna tidsbilden och geniala enskildheter i repliker och arkitektonik. Betydelsefull var ansatsen till nationell tysk dramatik i Hohenstaufendramerna. Det historiska dramat Kejsar Fredrik Barbarossa utgavs på svenska redan under Grabbes livstid, år 1833, men uruppfördes först 1875 i Tyskland. Grabbes inflytande har spårats hos Hebbel och Hamerling med flera, och särskilt har man i Grabbe velat se förelöparen till moderna dramatiker i fråga om stora folkscener.

### Skämt, satir, ironi och djupare mening
Lustspelet Skämt, satir, ironi och djupare mening (1827) uruppfördes i München först 1907. Då hade det utgivits på franska i översättning av Alfred Jarry år 1900 under titeln Les Silènes. Smakprov ur detta arbete medtogs av André Breton i hans personligt hållna antologi om svart humor, Anthologie de l'humour noir (1940). Den svenske författaren Claes Hylinger översatte ett kortare stycke ur samma lustspel, då kallat Skämt, satir, ironi och djupare betydelse, till sin presentation av patafysiken på svenska, Patafysisk antologi (1973). Helsingborgs stadsteater hade året innan, år 1972 satt upp en bearbetning av komedin, under namnet Vad har djävulen på jorden att göra? Sedan dess har just detta skådespel utgivits i sin helhet på svenska av konstbokförlaget Kalejdoskop under sin nuvarande titel Skämt, satir, ironi och djupare mening (1985) i översättning av Catharina Hedeby, med illustrationer av Gösta Kriland.